# Uvariodendron magnificum
Uvariodendron magnificum är en kirimojaväxtart som beskrevs av Bernard Verdcourt. Uvariodendron magnificum ingår i släktet Uvariodendron och familjen kirimojaväxter. Inga underarter finns listade i Catalogue of Life.